# Our Lady of Annihilation
Our Lady of Annihilation è il secondo album studio della band hardcore punk Most Precious Blood pubblicato il 18 novembre 2003 con la casa discografica Trustkill Records. Nella nona traccia dell'album, So Typical My Heart, è caratterizzata dalla presenza di Lou Koller dei Sick of It All.

## Tracce
1. The Great Red Shift – 2:13
2. Collusionist – 1:44
3. Quiet Pattern – 1:37
4. Growing Square Eyes – 2:54
5. Your Picture Hung Itself – 2:20
6. Funeral Photography – 3:05
7. Life During Wartime – 2:15
8. It Runs In The Blood – 2:08
9. So Typical My Heart (feat. Lou Koller dei Sick of It All) – 1:50
10. Why Hyenas Laugh – 3:26
11. Closure – 3:23

## Formazione
- Rob Fusco — voce
- Justin Brannan — chitarra
- Rachel Rosen — chitarra, voce
- Matt Miller — basso
- Sean McCann — batteria